# Germaniawerft

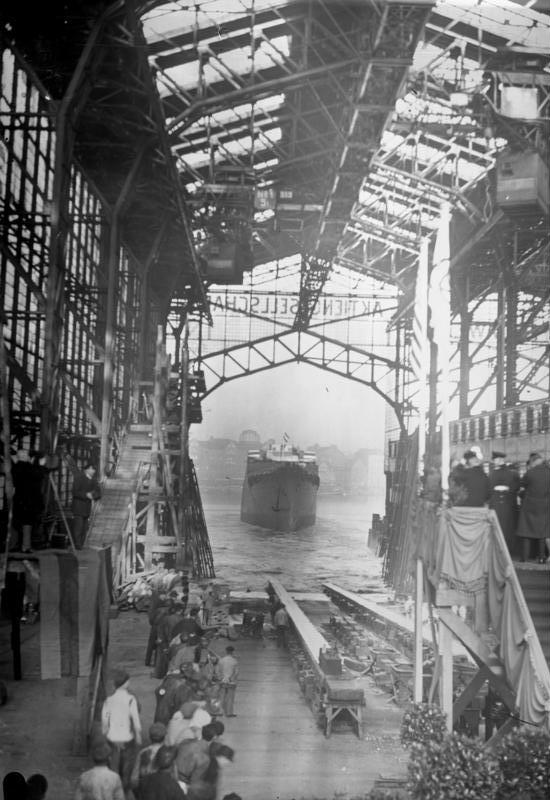
Friedrich Krupp Germaniawerft em 1930.

Friedrich Krupp Germaniawerft foi um estaleiro da Alemanha, com instalações localizadas no porto de Kiel. Foi o mais importante fabricante de u-boots da Primeira e Segunda Guerra Mundial.

## História
A empresa foi fundada em 1867 por Lloyd Foster na cidade de Gaarden próxima a Kiel com o nome de Norddeutsche Schiffbau-Gesellschaft. Desde a sua origem o estaleiro tinha como vocação a construção de navios de guerra e navios mercantes.
Em 1876 lançou ao mar o SMY Hohenzollern iate pessoal do imperador Guilherme I da Alemanha. No ano de 1879 a empresa foi a falência, sendo absorvida pela Märkisch-Schlesischen Maschinenbau und Hütten-Aktiengesellschaft estaleiro da cidade de Berlim especializado na construção de máquinas a vapor desde 1822. Em 1882 uma nova companhia sucessora da Märkisch-Schlesischen foi fundada com o nome de Schiff und Maschinenbau Germania que no final do século XIX também teve dificuldades financeiras e foi absorvida pela Krupp AG. Em 1902 a empresa mudou de nome e tornou-se a Friedrich Krupp Germaniawerf.
No final da Segunda Guerra Mundial, as instalações do estaleiro estavam parcialmente destruídas, e foram totalmente desmanteladas pelas forças aliadas apesar do protesto da população.
No final dos anos 1960, o terreno aonde funcionava a Germaniawerf foi comprado pela Howaldtswerke-Deutsche Werft e um novo estaleiro para construção de submarinos foi erguido no local. Em 2006, o primeiro submarino foi lançado ao mar.

## Navios militares
A lista a seguir é uma seleção dos barcos e classes de barcos construídos pela Germaniawerft:

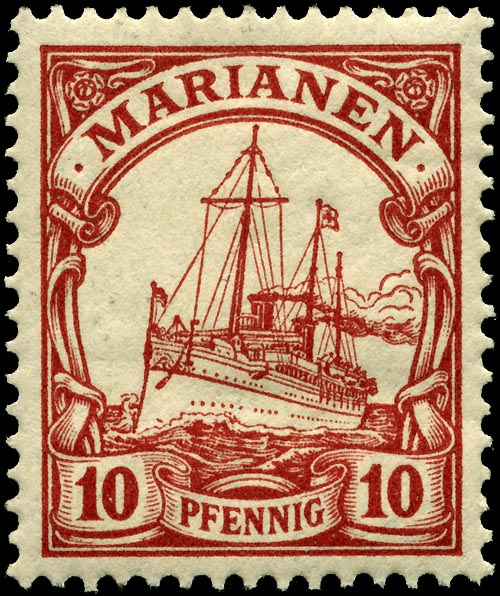
SMY Hohenzollern.

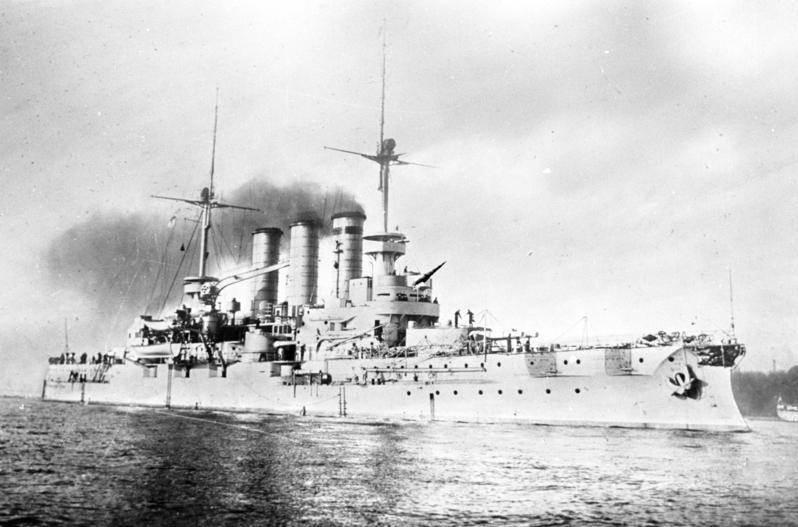
Couraçado SMS Braunschweig.

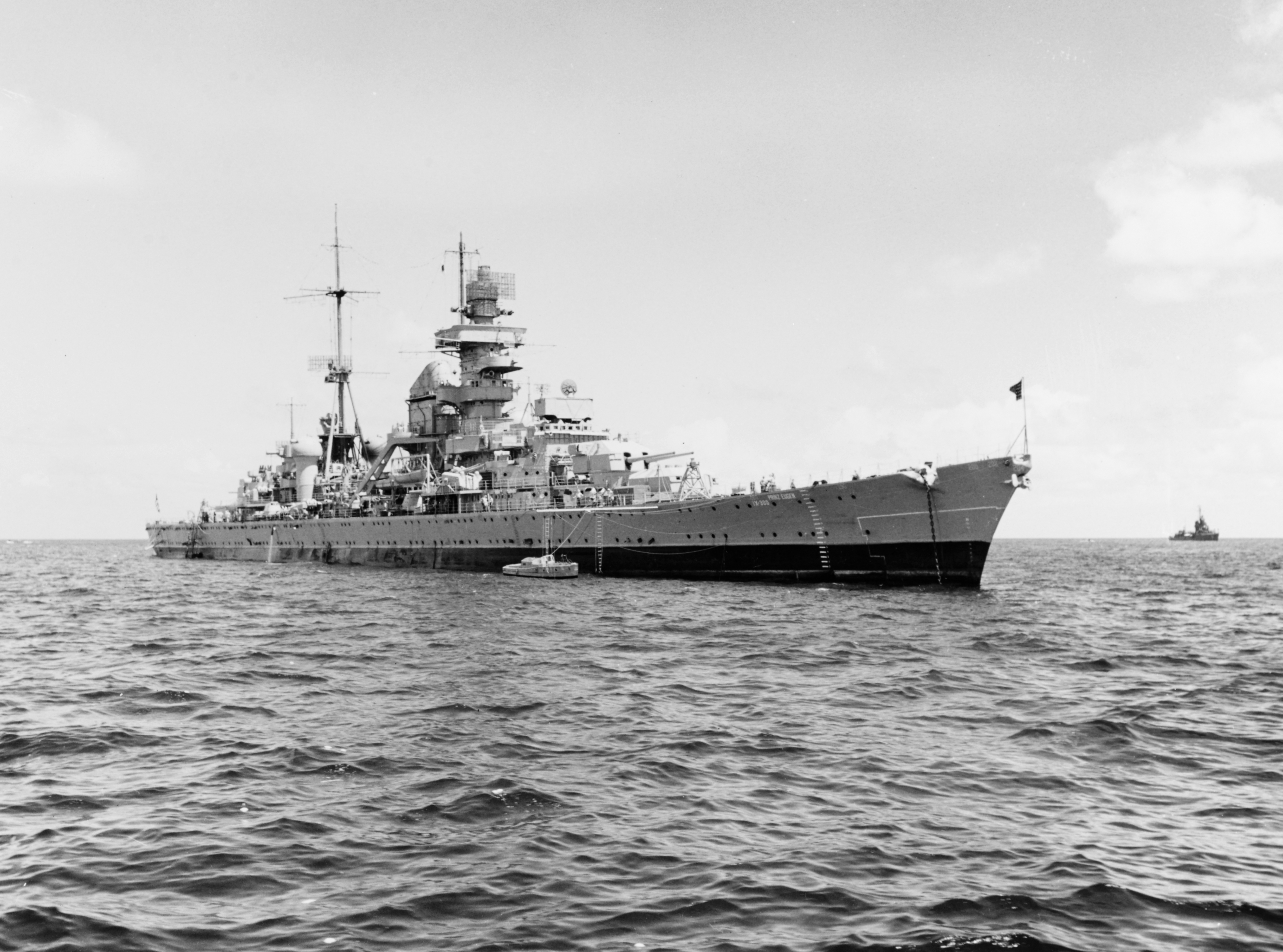
Cruzador.

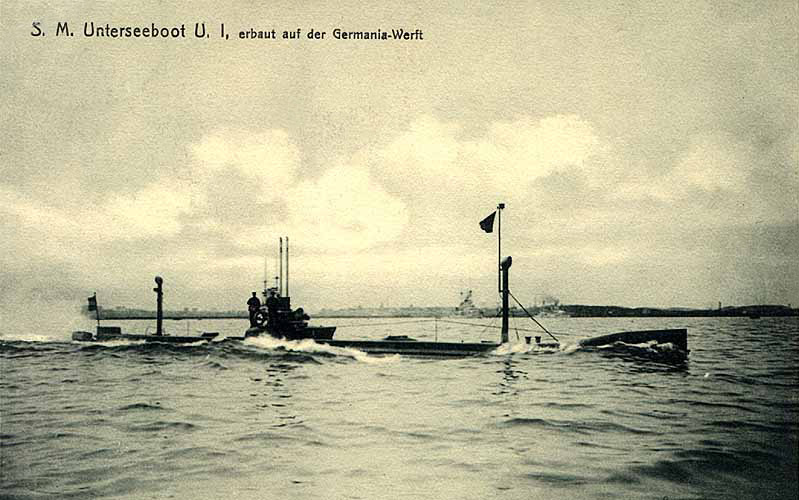
SMS U-1.

### Couraçados
- SMS Wörth (1890)
- SMS Kaiser Wilhelm der Grosse (1898)
- SMS Zähringen (1899)
- SMS Braunschweig (1901)
- SMS Hessen (1902)
- SMS Deutschland (1904)
- SNS Posen (1907)
- SMs Prinzregent Luitpold (1910)
- SMS Kronprinz (1911)
- SMS Sachsen (1914)

### Cruzadores
- SMS Karlsruhe (1912)
- Prinz Eugen

### Primeira Guerra Mundial
A Friedrich Krupp Germaniawerf fabricou 82 u-boots que atuaram na Primeira Grande Guerra:

### Segunda Guerra Mundial
- Tipo IIB 14 submarinos
- Tipo VIIA 4 submarinos
- Tipo VIIB 15 submarinos
- Tipo VIIC 58 submarinos
- VIIC/41 3 submarinos
- Tipo VIID 6 submarinos
- Tipo VIIF 4 submarinos
- Tipo XB 8 submarinos
- Tipo XIV 4 submarinos
- Tipo XVIIA 2 submarinos
- Tipo XXIII 10 submarinos

### Torpedeiras
- SMS G37
- SMS G38
- SMS G39
- SMS G40
- SMS G41
- SMS G42
- SMS G85